# دردار دوفسي
دردار دوفسي (الاسم العلمي: Ulmus dauvessei) هو نوع نباتي يتبع جنس الدردار من فصيلة الدردارية.